# Easy Money Baby
Easy Money Baby es el nombre del álbum de estudio debut del rapero puertorriqueño Myke Towers. Fue publicado el 24 de enero de 2020 a través de White World Music. Cuenta con únicamente la colaboración del cantante Farruko en «Si se da».
Contiene los sencillos «Si se da», «Diosa» y «La playa», a este último se realizaría una remezcla junto a Maluma y Farruko, el cual se lanzó el 2 de enero de 2020. En la portada del disco se puede observar al exponente posando con su hijo recién nacido, ya que el cantante se habría convertido en padre 20 días antes del lanzamiento del disco.
En su primera semana, lideró la lista Top Latin Albums de la revista Billboard.

## Lista de canciones
| N.º   | Título                   | Productor(es)                           | Duración |  |
| 1.    | «MIB»                    | JW Lucas · LosTheProducer · Smash David | 2:14     |  |
| 2.    | «Tú»                     | Nely                                    | 3:24     |  |
| 3.    | «Parcerita»              | The Rudeboyz                            | 3:27     |  |
| 4.    | «Una noche más»          | Sharo Towers                            | 3:26     |  |
| 5.    | «Si se da» (con Farruko) | Montana “The Producer” · FranFussion    | 3:57     |  |
| 6.    | «Fugaz»                  | Fly Twilightzone                        | 2:58     |  |
| 7.    | «LVCC»                   | Fara                                    | 2:21     |  |
| 8.    | «La playa»               | YannC El Armónico                       | 3:27     |  |
| 9.    | «Relación rota»          | Z3N · Smash David                       | 2:40     |  |
| 10.   | «Girl»                   | Fara                                    | 3:06     |  |
| 11.   | «Viral»                  | Tainy                                   | 2:43     |  |
| 12.   | «Diosa»                  | Fara                                    | 3:34     |  |
| 13.   | «Hechizo»                | Z3N · Smash David                       | 2:25     |  |
| 14.   | «Piensan»                | Haze                                    | 2:53     |  |
| 15.   | «Tiene que saber»        | Ily Wonder · The Rudeboyz               | 3:01     |  |
| 16.   | «Otro»                   | Fara                                    | 3:46     |  |
| 17.   | «Ronca»                  | Kyle Stemberg · MDLC · Fara             | 2:29     |  |
| 18.   | «Funeral»                | Montana                                 | 3:34     |  |
| 55:32 |                          |                                         |          |  |

Notas
- «Girl» contiene una interpolación de «21 Questions» de 50 Cent.[6]

## Posicionamiento en listas
| Listas (2020)                        | Mejor posición |
| ------------------------------------ | -------------- |
| España (Top 100 Álbumes)             | 15             |
| Estados Unidos (Billboard 200)       | 55             |
| Estados Unidos (Latin Rhythm Albums) | 1              |
| Estados Unidos (Top Latin Albums)    | 1              |
| Estados Unidos (Independent Albums)  | 4              |

## Certificaciones
| País           | Organismo certificador | Certificación      | Ventas certificadas | Ref    |
| -------------- | ---------------------- | ------------------ | ------------------- | ------ |
| España         | PROMUSICAE             | Platino            | 40 000              | [ 12 ] |
| Estados Unidos | RIAA                   | 3× Platino (Latin) | 180 000^            | [ 13 ] |